# Eugenia maranhaoensis
Eugenia maranhaoensis är en myrtenväxtart som beskrevs av George Don jr. Eugenia maranhaoensis ingår i släktet Eugenia och familjen myrtenväxter. Inga underarter finns listade i Catalogue of Life.